# Хорея
Хоре́я (хореический гиперкинез, также известная как «витова пляска», или «пляска святого Вита»; от греческого χορεία, вид танца) — синдром, характеризующийся беспорядочными, отрывистыми, нерегулярными движениями, сходными с нормальными мимическими движениями и жестами, но различные с ними по амплитуде и интенсивности, то есть более вычурные и гротескные, часто напоминающие танец.
Чаще наблюдается в детском и юношеском возрасте у страдающих ревматизмом. Болезнь может начаться на фоне явных проявлений ревматизма с поражением сердца и суставов в случаях скрытого, вялотекущего ревматизма.
По неизвестным причинам в XVI веке в Германии существовало поверье, по которому можно было обрести здоровье, танцуя перед статуей святого Вита в день его именин. Для некоторых эти танцы стали настоящей манией[неверно употреблённый термин], и впоследствии обычные пляски стали путать с хореей — нервным заболеванием, которое иначе называли «пляской Святого Вита».

## Разновидности
1. Первичные наследственные формы:
  - Хорея Хантингтона
  - Наследственная непрогрессирующая хорея с ранним началом
  - Хроническая хорея с поздним началом
2. Хорея как синдром в составе наследственных «экстрапирамидных» заболеваний:
  - Синдром Лёша — Нихена
  - Гепатоцеребральная дистрофия (болезнь Вильсона — Коновалова)
  - Пароксизмальный хореоатетоз
3. Вторичные хореи, связанные с поражением базальных ядер головного мозга. По повреждающему агенту выделяют:
  - вирусные
  - бактериальные
  - сосудистые
  - травматические
  - дизиммунные (малая хорея)
  - метаболические
  - токсические
  - смешанные

## Патоморфология
Во всех случаях обнаруживается поражение базальных ганглиев различной степени тяжести, сопровождающееся повышением активности дофаминэргических структур при неизмененном уровне самого дофамина.

## Этиология
В настоящее время установлено, что хорея является генетическим заболеванием, в 1983 году «хорея Хантингтона» (современное научное название хореи в честь ученого, который впервые сделал полное и подробное описание болезни) стала первым наследственным неврологическим заболеванием, при котором была установлена точная локализация патологического гена на определенной хромосоме. Спустя некоторое время ученые смогли расшифровать точную структуру патологического гена заболевания. 
Одновременно были разработаны методики ДНК-диагностики, позволившие устанавливать носительство патологического гена БГ задолго до непосредственного появления симптомов болезни.
ХХ передается наследственным путем по аутосомно-доминантному типу, это означает, что наследование происходит от одного из больных родителей (независимо от их пола) с вероятностью 50 % для каждого ребенка. Болеют также лица обоего пола. 
Если в одном из поколений никто не получает гена хореи, то наследование обрывается и далее не продолжается, то есть наследование этого гена не перепрыгивает через поколения.

## Лечение
1. Этиотропная терапия — направленная непосредственно на причину, вызвавшую расстройство. Используется при лечении вторичных хорей.
  - при инфекционном генезе назначаются антибиотики и противовирусные препараты,
  - при сосудистом и травматическом — антиагреганты, ноотропы, сосудорасширяющие и тромболитические препараты,
  - при дизиммунном — иммуносупрессоры и антибиотики,
  - при метаболическом — коррекция обмена веществ.
2. Симптоматическая терапия — действие непосредственно на симптом, то есть на саму хорею. Для этого применяют препараты ряда нейролептиков, чаще всего галоперидол.